# Huntingdon (Bas-Canada)
Pour les articles homonymes, voir Huntingdon.
Huntingdon est un district électoral de la Chambre d'assemblée du Bas-Canada ayant existé de 1792 à 1830.

## Histoire
Son territoire correspond à la rive sud du fleuve Saint-Laurent de la frontière américaine à Laprairie, incluant la rive ouest du haut Richelieu. Huntingdon est l'un des 27 districts électoraux instaurés lors de la création du Bas-Canada par l'Acte constitutionnel de 1791. Il s'agit d'un district représenté conjointement par deux députés, parfois d’allégeance différente. Lors de la refonte de la carte électorale de 1829, il est divisé en trois districts : Beauharnois, L'Acadie et Laprairie.

## Liste des députés

### Siègeno1
| Années | Années      | Député                           | Parti       |
| ------ | ----------- | -------------------------------- | ----------- |
|        | 1792 - 1796 | Georges-Hippolyte Le Comte Dupré | Indépendant |
|        | 1796 - 1800 | Joseph-François Perrault         | Indépendant |
|        | 1800 - 1804 | Joseph-François Perrault         | Indépendant |
|        | 1804 - 1808 | Alexander Mackenzie              | Bureaucrate |
|        | 1808 - 1809 | Jean-Antoine Panet               | Canadien    |
|        | 1809 - 1810 | Jean-Antoine Panet               | Canadien    |
|        | 1810 - 1814 | Jean-Antoine Panet               | Canadien    |
|        | 1814 - 1816 | Michael O'Sullivan               | Canadien    |
|        | 1816 - 1820 | Michael O'Sullivan               | Canadien    |
|        | 1820 - 1820 | Michael O'Sullivan               | Canadien    |
|        | 1820 - 1824 | Michael O'Sullivan               | Canadien    |
|        | 1824 - 1827 | Jean-Moïse Raymond               | Canadien    |
|        | 1827 - 1830 | Jean-Moïse Raymond               | Patriote    |

### Siègeno2
| Années | Années      | Député                               | Parti       |
| ------ | ----------- | ------------------------------------ | ----------- |
|        | 1792 - 1796 | Claude-Nicolas-Guillaume de Lorimier | Canadien    |
|        | 1796 - 1800 | Joseph Périnault                     | Canadien    |
|        | 1800 - 1804 | Jean-Baptiste Raymond                | Indépendant |
|        | 1804 - 1808 | Jean-Baptiste Raymond                | Indépendant |
|        | 1808 - 1809 | Irumberry de Salaberry               | Bureaucrate |
|        | 1809 - 1810 | Stephen Sewell                       | Bureaucrate |
|        | 1810 - 1814 | Edme Henry                           | Indépendant |
|        | 1814 - 1816 | Austin Cuvillier                     | Canadien    |
|        | 1816 - 1820 | Austin Cuvillier                     | Canadien    |
|        | 1820 - 1820 | Austin Cuvillier                     | Canadien    |
|        | 1820 - 1824 | Austin Cuvillier                     | Canadien    |
|        | 1824 - 1827 | Austin Cuvillier                     | Canadien    |
|        | 1827 - 1830 | Austin Cuvillier                     | Patriote    |